# صندوق سويكورب وابل ريت
صندوق سويكورب وابل ريت هو صندوق استثمار عقاري متداول مقفل متوافق مع ضوابط الشريعة الإسلامية. ويعمل الصندوق وفقاً للائحة صناديق الاستثمار العقاري والتعليمات الخاصة بصناديق الاستثمار العقارية المتداولة الصادرة عن هيئة السوق المالية .

## الهدف الإستثماري
هدف الصندوق إلى الاستثمار في أصــول عقاريــة داخل المملكة العربية السعودية وقابلــة لتحقيق دخل تأجيري دوري، وتوزيع ما لا يقل عن 90% من صافي أرباح الصندوق سنوياً، ويستثمر الصندوق بشكل ثـانوي أصول الصندوق فـي مشـاريع التطـوير العقاري شريطة ألا تقـل أصول الصـندوق المسـتثمرة فـي الأصول العقاريـة المطـورة التـي تولـد دخـل دوري عـن 75٪ مـن إجمـالي أصول الصـندوق وفقاً لآخر قوائم مالية مدققة، وألا يسـتثمر الصـندوق أصوله في أراضي بيضاء.

## الهيئة الشرعية
تــم تعييــن دار المراجعــة الشــرعية باعتبارهــا المستشــار الشــرعي للصنــدوق. وهــي شــركة متخصصــة فــي تقديــم خدمــات التدقيــق والمراجعــة الشــرعية، وعضــو فــي هيئــة المحاســبة والمراجعــة للمؤسســات الماليــة الإسلامية، ومرخصــة مــن قبــل مصــرف البحريــن المركــزي لتقديــم خدمــات الاستشارات الشــرعية. وقــد عينــت دار المراجعــة الشــرعية الشــيخ محمــد أحمــد
السـلطان ليتولـى مراجعـة المعاييـر الشـرعية للصنـدوق والمسـتندات الخاصـة بالصنـدوق والتأكـد مـن التزام الصنـدوق بمعاييـر الهيئـة الشـرعية .

## مدير الصندوق
شركة سويكورب، وهي شركة سعودية مساهمة مقفلة مُرخصة من جانب الهيئة كـشخص مرخص له.

## امين الحفظ
شركة البلاد المالية

## وصلات خارجية
- سدكو كابيتال ريت حقائق وأرقام